# Gornji Ramići
Gornji Ramići är en ort i Bosnien och Hercegovina.   Den ligger i entiteten Federationen Bosnien och Hercegovina, i den västra delen av landet, 150 km nordväst om huvudstaden Sarajevo. Gornji Ramići ligger 401 meter över havet och antalet invånare är 397.
Terrängen runt Gornji Ramići är kuperad. Närmaste större samhälle är Velagići, 3,3 km söder om Gornji Ramići. 
Omgivningarna runt Gornji Ramići är en mosaik av jordbruksmark och naturlig växtlighet. Runt Gornji Ramići är det ganska tätbefolkat, med 93 invånare per kvadratkilometer.